# Liste der Könige von Isin
Isin war ein sumerischer Stadtstaat im antiken Mesopotamien, welcher später an Babylonien fiel. Die angegebenen Regierungsdaten folgen der Mittleren Chronologie, können aber oft nicht mit Sicherheit auf ein Jahr genau bestimmt werden.

## Erste Dynastie (2017–1794 v. Chr.)
- Išbi-Erra, 2017–1985 v. Chr.
- Šū-ilišu (Gimil-ilišu), 1984–1975 v. Chr.
- Iddin-Dagān, 1974–1954 v. Chr.
- Išme-Dagān, 1953–1935 v. Chr.
- Lipit-Ištar, 1934–1924 v. Chr. (wörtlich wahrscheinlich Geliebter der Ishtar)
- Ur-Ninurta, 1923–1896 v. Chr.
- Būr-Sin, 1895–1874 v. Chr. (wörtlich Sohn des Sin)
- Lipit-Enlil, 1873–1869 v. Chr.
- Erra-imitti, 1868–1861 v. Chr.
- Enlil-bāni, 1860–1837 v. Chr.
- Zambija, 1836–1834 v. Chr.
- Iter-pīša, 1833–1831 v. Chr.
- Ur-dukuga, 1830–1828 v. Chr.
- Sîn-māgir, 1827–1817 v. Chr.
- Damiq-ilīšu, 1816–1794 v. Chr.

1794 v. Chr. oder 1793 v. Chr. wurde Isin von Larsa erobert und fiel an die dortige Herrscherdynastie. Bereits wenige Jahre später, im Jahr 1787 v. Chr., eroberte Hammurapi die Stadt.

## Zweite Dynastie(Mittelbabylonisches Reich, 1157–1026 v. Chr.)
- Marduk-kabit-aḫḫēšu (1157–1140 v. Chr.)
- Itti-Marduk-balāṭu (1139–1132 v. Chr.)
- Ninurta-nādin-šumi (1131–1126 v. Chr.)
- Nabû-kudurrī-uṣur I. = Nebukadnezar I. (1125–1104 v. Chr.)
- Enlil-nādin-apli (1103–1100 v. Chr.)
- Marduk-nādin-aḫḫē (1099–1082 v. Chr.)
- Marduk-šāpik-zēri (1081–1069 v. Chr.)
- Adad-apla-iddina (1068–1047 v. Chr.)
- Marduk-aḫḫē-erība (1046 v. Chr.)
- Marduk-zēr(?)-x (teils ergänzt als Marduk-zēra-x; 1045–1034 v. Chr.)
- Nabû-šumu-libūr (1033–1026 v. Chr.)